# 施皮策格爾山
46°39′18″N 13°24′37″E / 46.65500°N 13.41028°E

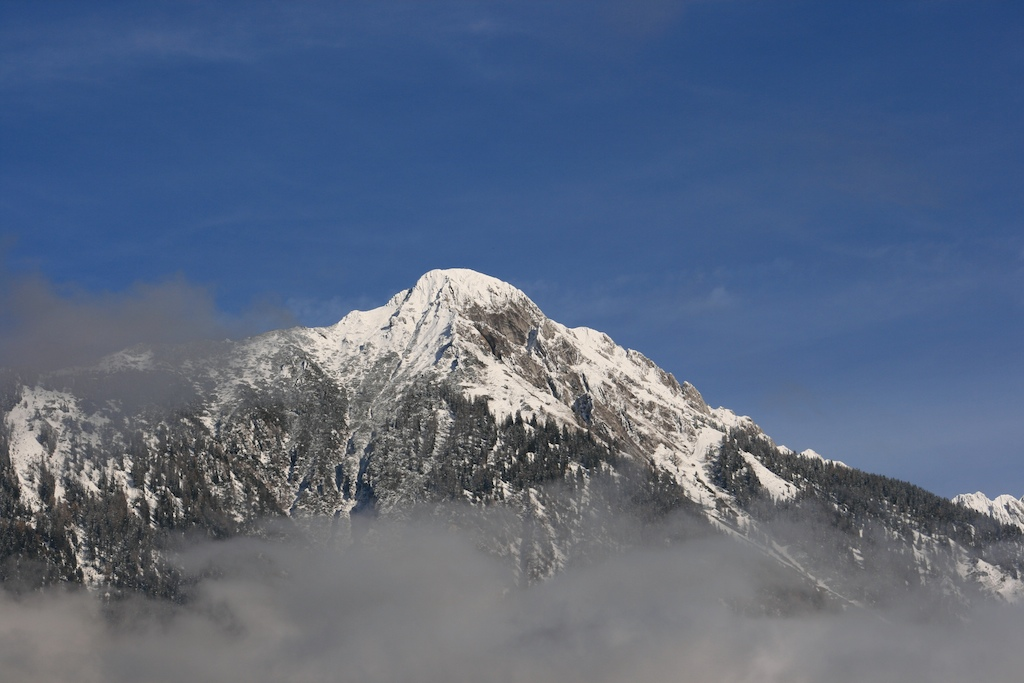

施皮策格爾山（德語：Spitzegel），是奧地利的山峰，位於該國南部，由克恩頓州負責管轄，屬於蓋爾塔爾阿爾卑斯山脈的一部分，海拔高度2,119米，每年平均降雨量2,643毫米。==參考資料==